# 6e étape du Tour d'Italie 2016
Pour un article plus général, voir Tour d'Italie 2016.
La 6e étape du Tour d'Italie 2016 se déroule le jeudi 12 mai 2016, entre Ponte et Roccaraso sur une distance de 165 km.

## Parcours
Le parcours est vallonné.

## Résultats

### Classement de l'étape
| Classement de l'étape | Classement de l'étape | Classement de l'étape | Classement de l'étape | Classement de l'étape |
|                       | Coureur               | Pays                  | Équipe                | Temps                 |
| --------------------- | --------------------- | --------------------- | --------------------- | --------------------- |
| 1er                   | Tim Wellens           | Belgique              | Lotto-Soudal          | en 4 h 40 min 5 s     |
| 2e                    | Jakob Fuglsang        | Danemark              | Astana                | + 1 min 19 s          |
| 3e                    | Ilnur Zakarin         | Russie                | Katusha               | + 1 min 19 s          |
| 4e                    | Tom Dumoulin          | Pays-Bas              | Giant-Alpecin         | + 1 min 22 s          |
| 5e                    | Kanstantsin Siutsou   | Biélorussie           | Dimension Data        | + 1 min 24 s          |
| 6e                    | Domenico Pozzovivo    | Italie                | AG2R La Mondiale      | + 1 min 24 s          |
| 7e                    | Esteban Chaves        | Colombie              | Orica-GreenEDGE       | + 1 min 29 s          |
| 8e                    | Rigoberto Urán        | Colombie              | Cannondale            | + 1 min 33 s          |
| 9e                    | Rafał Majka           | Pologne               | Tinkoff               | + 1 min 33 s          |
| 10e                   | Alejandro Valverde    | Espagne               | Movistar              | + 1 min 36 s          |
| modifier              |                       |                       |                       |                       |

### Points attribués
|   | Cycliste           | Nat     | Équipe                     | Pts | Bonif |
| - | ------------------ | ------- | -------------------------- | --- | ----- |
| 1 | Alexandr Kolobnev  | Russie  | Gazprom-RusVelo            | 10  | 3 s   |
| 2 | Eugert Zhupa       | Albanie | Wilier Triestina-Southeast | 6   | 2 s   |
| 3 | Alessandro Bisolti | Italie  | Nippo-Vini Fantini         | 3   | 1 s   |
| 4 | Arnaud Démare      | France  | FDJ                        | 2   |       |
| 5 | Sonny Colbrelli    | Italie  | Bardiani CSF               | 1   |       |

|   | Cycliste           | Nat        | Équipe                     | Pts | Bonif |
| - | ------------------ | ---------- | -------------------------- | --- | ----- |
| 1 | Pim Ligthart       | Pays-Bas   | Lotto-Soudal               | 10  | 3 s   |
| 2 | Eugert Zhupa       | Albanie    | Wilier Triestina-Southeast | 6   | 2 s   |
| 3 | Tim Wellens        | Belgique   | Lotto-Soudal               | 3   | 1 s   |
| 4 | Alessandro Bisolti | Italie     | Nippo-Vini Fantini         | 2   |       |
| 5 | Laurent Didier     | Luxembourg | Trek-Segafredo             | 1   |       |

| - Sprint final de Roccaraso (km 157) \| \| Cycliste \| Nat \| Équipe \| Points \| Bonif \| \| -- \| ------------------- \| ----------- \| ---------------- \| ------ \| ----- \| \| 1 \| Tim Wellens \| Belgique \| Lotto-Soudal \| 25 \| 10 s \| \| 2 \| Jakob Fuglsang \| Danemark \| Astana \| 18 \| 6 s \| \| 3 \| Ilnur Zakarin \| Russie \| Katusha \| 12 \| 4 s \| \| 4 \| Tom Dumoulin \| Pays-Bas \| Giant-Alpecin \| 8 \| \| \| 5 \| Kanstantsin Siutsou \| Biélorussie \| Dimension Data \| 6 \| \| \| 6 \| Domenico Pozzovivo \| Italie \| AG2R La Mondiale \| 5 \| \| \| 7 \| Esteban Chaves \| Colombie \| Orica-GreenEDGE \| 4 \| \| \| 8 \| Rigoberto Urán \| Colombie \| Cannondale \| 3 \| \| \| 9 \| Rafał Majka \| Pologne \| Tinkoff \| 2 \| \| \| 10 \| Alejandro Valverde \| Espagne \| Movistar \| 1 \| \| |                     |             |                  |        |       |
| | Cycliste            | Nat         | Équipe           | Points | Bonif |
| 1 | Tim Wellens         | Belgique    | Lotto-Soudal     | 25     | 10 s  |
| 2 | Jakob Fuglsang      | Danemark    | Astana           | 18     | 6 s   |
| 3 | Ilnur Zakarin       | Russie      | Katusha          | 12     | 4 s   |
| 4 | Tom Dumoulin        | Pays-Bas    | Giant-Alpecin    | 8      |       |
| 5 | Kanstantsin Siutsou | Biélorussie | Dimension Data   | 6      |       |
| 6 | Domenico Pozzovivo  | Italie      | AG2R La Mondiale | 5      |       |
| 7 | Esteban Chaves      | Colombie    | Orica-GreenEDGE  | 4      |       |
| 8 | Rigoberto Urán      | Colombie    | Cannondale       | 3      |       |
| 9 | Rafał Majka         | Pologne     | Tinkoff          | 2      |       |
| 10 | Alejandro Valverde  | Espagne     | Movistar         | 1      |       |

### Cols et côtes
|   | Cycliste           | Pays    | Équipe                     | Points |
| - | ------------------ | ------- | -------------------------- | ------ |
| 1 | Alessandro Bisolti | Italie  | Nippo-Vini Fantini         | 15     |
| 2 | Alexandr Kolobnev  | Russie  | Gazprom-RusVelo            | 8      |
| 3 | Eugert Zhupa       | Albanie | Wilier Triestina-Southeast | 6      |
| 4 | Damiano Cunego     | Italie  | Nippo-Vini Fantini         | 4      |
| 5 | Stefano Pirazzi    | Italie  | Bardiani CSF               | 2      |
| 6 | Valerio Agnoli     | Italie  | Astana                     | 1      |

|   | Cycliste            | Pays        | Équipe           | Points |
| - | ------------------- | ----------- | ---------------- | ------ |
| 1 | Tim Wellens         | Belgique    | Lotto-Soudal     | 15     |
| 2 | Jakob Fuglsang      | Danemark    | Astana           | 8      |
| 3 | Ilnur Zakarin       | Russie      | Katusha          | 6      |
| 4 | Tom Dumoulin        | Pays-Bas    | Giant-Alpecin    | 4      |
| 5 | Kanstantsin Siutsou | Biélorussie | Dimension Data   | 2      |
| 6 | Domenico Pozzovivo  | Italie      | AG2R La Mondiale | 1      |

### Classement au temps par équipes
| Classement par équipes au temps | Classement par équipes au temps | Classement par équipes au temps | Classement par équipes au temps |
|                                 | Équipe                          | Pays                            | Temps                           |
| ------------------------------- | ------------------------------- | ------------------------------- | ------------------------------- |
| 1re                             | Astana                          | Kazakhstan                      | en 14 h 5 min 0 s               |
| 2e                              | Cannondale                      | États-Unis                      | + 47 s                          |
| 3e                              | Sky                             | Royaume-Uni                     | + 49 s                          |
| modifier                        |                                 |                                 |                                 |

### Classement aux points par équipes
| Classement par équipes aux points | Classement par équipes aux points | Classement par équipes aux points | Classement par équipes aux points | Classement par équipes aux points |
|                                   | Équipes                           | Pays                              |                                   | Point(s)                          |
| --------------------------------- | --------------------------------- | --------------------------------- | --------------------------------- | --------------------------------- |
| 1re                               | Lotto-Soudal                      | Belgique                          |                                   | 61                                |
| 2e                                | Astana                            | Kazakhstan                        |                                   | 35                                |
| 3e                                | Katusha                           | Russie                            |                                   | 25                                |
| modifier                          |                                   |                                   |                                   |                                   |

## Classements à l'issue de l'étape

### Classement général
| Classement général | Classement général  | Classement général | Classement général | Classement général  |
|                    | Coureur             | Pays               | Équipe             | Temps               |
| ------------------ | ------------------- | ------------------ | ------------------ | ------------------- |
| 1er                | Tom Dumoulin        | Pays-Bas           | Giant-Alpecin      | en 24 h 22 min 15 s |
| 2e                 | Jakob Fuglsang      | Danemark           | Astana             | + 26 s              |
| 3e                 | Ilnur Zakarin       | Russie             | Katusha            | + 28 s              |
| 4e                 | Bob Jungels         | Luxembourg         | Etixx-Quick Step   | + 35 s              |
| 5e                 | Steven Kruijswijk   | Pays-Bas           | Lotto NL-Jumbo     | + 38 s              |
| 6e                 | Alejandro Valverde  | Espagne            | Movistar           | + 41 s              |
| 7e                 | Diego Ulissi        | Italie             | Lampre-Merida      | + 41 s              |
| 8e                 | Esteban Chaves      | Colombie           | Orica-GreenEDGE    | + 44 s              |
| 9e                 | Vincenzo Nibali     | Italie             | Astana             | + 47 s              |
| 10e                | Kanstantsin Siutsou | Biélorussie        | Dimension Data     | + 49 s              |
| modifier           |                     |                    |                    |                     |

### Classement du meilleur jeune
| Classement du meilleur jeune | Classement du meilleur jeune | Classement du meilleur jeune | Classement du meilleur jeune | Classement du meilleur jeune |
|                              | Coureur                      | Pays                         | Équipe                       | Temps                        |
| ---------------------------- | ---------------------------- | ---------------------------- | ---------------------------- | ---------------------------- |
| 1er                          | Bob Jungels                  | Luxembourg                   | Etixx-Quick Step             | en 24 h 22 min 50 s          |
| 2e                           | Davide Formolo               | Italie                       | Cannondale                   | + 1 min 16 s                 |
| 3e                           | Carlos Verona                | Espagne                      | Etixx-Quick Step             | + 1 min 43 s                 |
| 4e                           | Sebastián Henao              | Colombie                     | Sky                          | + 3 min 14 s                 |
| 5e                           | Valerio Conti                | Italie                       | Lampre-Merida                | + 4 min 26 s                 |
| modifier                     |                              |                              |                              |                              |

### Classement aux points
| Classement par points | Classement par points | Classement par points | Classement par points | Classement par points |
| --------------------- | --------------------- | --------------------- | --------------------- | --------------------- |
|                       | Coureur               | Pays                  | Équipe                | Point(s)              |
| 1er                   | Marcel Kittel         | Allemagne             | Etixx-Quick Step      | 106 points            |
| 2e                    | Arnaud Démare         | France                | FDJ                   | 88 pts                |
| 3e                    | Maarten Tjallingii    | Pays-Bas              | Lotto NL-Jumbo        | 80 pts                |
| 4e                    | André Greipel         | Allemagne             | Lotto-Soudal          | 69 pts                |
| 5e                    | Tom Dumoulin          | Pays-Bas              | Giant-Alpecin         | 58 pts                |
| modifier              |                       |                       |                       |                       |

### Classement du meilleur grimpeur
| Classement du meilleur grimpeur | Classement du meilleur grimpeur | Classement du meilleur grimpeur | Classement du meilleur grimpeur | Classement du meilleur grimpeur |
| ------------------------------- | ------------------------------- | ------------------------------- | ------------------------------- | ------------------------------- |
|                                 | Coureur                         | Pays                            | Équipe                          | Point(s)                        |
| 1er                             | Damiano Cunego                  | Italie                          | Nippo-Vini Fantini              | 18 points                       |
| 2e                              | Tim Wellens                     | Belgique                        | Lotto-Soudal                    | 17 pts                          |
| 3e                              | Alessandro Bisolti              | Italie                          | Nippo-Vini Fantini              | 16 pts                          |
| 4e                              | Jakob Fuglsang                  | Danemark                        | Astana                          | 8 pts                           |
| 5e                              | Alexandr Kolobnev               | Russie                          | Gazprom-RusVelo                 | 8 pts                           |
| modifier                        |                                 |                                 |                                 |                                 |

### Classements par équipes

#### Classement au temps
| Classement par équipes au temps | Classement par équipes au temps | Classement par équipes au temps | Classement par équipes au temps |
|                                 | Équipe                          | Pays                            | Temps                           |
| ------------------------------- | ------------------------------- | ------------------------------- | ------------------------------- |
| 1re                             | Astana                          | Kazakhstan                      | en 73 h 8 min 53 s              |
| 2e                              | Etixx-Quick Step                | Belgique                        | + 1 min 14 s                    |
| 3e                              | Sky                             | Royaume-Uni                     | + 1 min 23 s                    |
| modifier                        |                                 |                                 |                                 |

#### Classement aux points
| Classement par équipes aux points | Classement par équipes aux points | Classement par équipes aux points | Classement par équipes aux points | Classement par équipes aux points |
|                                   | Équipes                           | Pays                              |                                   | Point(s)                          |
| --------------------------------- | --------------------------------- | --------------------------------- | --------------------------------- | --------------------------------- |
| 1re                               | Etixx-Quick Step                  | Belgique                          |                                   | 167                               |
| 2e                                | Giant-Alpecin                     | Allemagne                         |                                   | 143                               |
| 3e                                | Lotto NL-Jumbo                    | Pays-Bas                          |                                   | 141                               |
| modifier                          |                                   |                                   |                                   |                                   |